# Stazione di Artena-Valmontone
La stazione di Artena-Valmontone era una stazione ferroviaria posta sulla linea Velletri-Segni. Serviva i centri abitati di Artena e di Valmontone.